# ظاهرة سطحية

السمك المكافيء δ للموصل ، وتوزيع التيار في مقطع الموصل طبقا لكثافة اللون الأحمر.

الظَّاهِرَةُ السَّطَحِيَّةُ أو التَّأثِيرُ السَّطَحِيَّ أو التَّأثِيرُ الْجِلْدِيُّ (Skin effect) أو الأثر السطحي هو انزياح كثافة الإلكترونات قرب سطح السلك (الموصل Cable) عند توصيل تيار متردد ، فتكون كثافة التيار في وسط السلك خفيفة عن كثافته عند السطح . يحث هذا التاثير خاصة في الأسلاك السميكة جيدة التوصيل للكهرباء وكذلك في بعض العوازل المسخدمة في التوصيل الكهربائي. زيادة التأثير الجلدي تزيد من ممانعة الكبلات المعزولة، وتزيد مقاومة كبلات التوصيل .
كما يوجد تأثير مشابه للتأثير السطحي وينشأ بين أسلاك حاملة للتيار وتكون قريبة من بعضها البعض . هذا التأثير الثاني يسمى تأثير القرب.

## أسباب التأثير

في موصل يتطابق التيار وتيارات دوامية.

ينشأ مجال مغناطيسي في داخل موصل كهربائي يحمل تيارا مستمرا مثل المجال المغناطيسي الذي ينشأ حوله. ولكن في حالة التيار المستمر تكون كثافة التيار متساوية عبر مقطع الموصل.
أما في حالة التيار المتردد : تتغير قطبية التيار المار كما يتغير المجال المغناطيسي مما يسبب نشأة تيارات دوامية تعمل على مقاومة تغير التيار فتخفض من كثافته في وسط الكبل . أي أن الإلكترونات تكون محاطة بخطوط المجال المغناطيسي في وسط الموصل أكثر من الإلكترونات القريبة من السطح . وفي حالة التيار المتردد يحث المجال المغناطيسي المتزايد في داخل الموصل، يحث جهدا مضادا أكبر (ضغط أعلى) مما عند السطح .
فيكون الجهد المضاد أقصى ما يمكن في وسط الموصل مما يزيح التيار إلى حرف سطح الموصل . ويعمل ذلك على خفض مقطع الكبل الفعال، وبالتالي تزداد ممانعة الموصل . وكلما زاد التردد كلما زاد هذا التأثير، حيث يمر الجزء الأعظم من التيار في جزء رقيق تحت سطح الموصل عندما يرتفع التردد إلى تردد عالي .
ويقل التاثير الجلدي بزيادة الموصلية الكهربائية، لذلك يكون من المناسب طلاء كابل من مادة غير جيدة التوصيل للكهرباء، طلاؤها بمادة عالية التوصيل . لهذا يقل سمك الطبقة السطحية في الموصل المصنوع من الحديد - لأن الحديد له عدد نفاذية كبير ({\displaystyle \mu _{r}>1000}) - وهو لا يكون مناسبا لنقل التيار المتردد، وعلاوة على ذلك فموصلية الحديد للكهرباء ليست عالية.

## حسابه
| التردد  | δ                |
| ------- | ---------------- |
| 50 Hz   | 9,38 mm          |
| 60 Hz   | 8,57 mm          |
| 1 kHz   | 2,10 mm          |
| 5 kHz   | 0,94 mm          |
| 10 kHz  | 0,66 mm          |
| 50 kHz  | 0,30 mm          |
| 100 kHz | 0,21 mm          |
| 500 kHz | 0,094 mm = 94 µm |
| 1 MHz   | 0,066 mm = 66 µm |
| 10 MHz  | 0,021 mm = 21 µm |
| 100 MHz | 6,6 µm           |
| 1 GHz   | 2,1 µm           |
| 10 GHz  | 0,7 µm           |
| 100 GHz | 0,2 µm           |
يتغير سمك الطبقة السطحية {\displaystyle d}التي تتركز فيها شدة التيار {\displaystyle J} طبقا للدالة الأسية:
{\displaystyle J=J_{\mathrm {S} }\,e^{-{d/\delta }}}
حيث {\displaystyle J_{\mathrm {S} }} شدة التيار على السطح وما يعادلها من سمك {\displaystyle \delta } يمر فيه التيار . (نلاحظ أن الأس دائما عدد مطلق بدون وحدات، فكلا من {\displaystyle d} و {\displaystyle \delta } له وحدة مليمتر أو ميكرومتر).
و يمكن اعتبار{\displaystyle \delta } في حالات كثيرة للموصلات الكهربائية بأنها تساوي:
{\displaystyle \delta ={\sqrt {\frac {2\rho }{\omega \mu }}}}
حيث:
{\displaystyle \rho } المقاومة النوعية للسلك . وهي تساوي مقلوب الموصلية الكهربائية {\displaystyle \sigma } لمادة السلك :
{\displaystyle \rho =1/\sigma }
{\displaystyle \omega } – التردد الزوي
{\displaystyle \mu } – النفاذية المطلقة للسلك، وهي عبارة عن
{\displaystyle \mu =\mu _{0}\cdot \mu _{r}} ، حيث {\displaystyle \mu _{0}} نفاذية الفراغ و {\displaystyle \mu _{r}} عدد النفاذية لمادة السلك .
هذه القيمة تعطي سمك موصل مكافيء له نفس المقاومة عند مرور تيار مستمر فيه، مكافيء للسلك الذي يحدث فيه التأثير الجلدي عند التردد الزاوي
{\displaystyle \omega }.
ينطبق هذا التقريب على موصل ذو مقطع دائري له نصف قطر
{\displaystyle r_{L}} بحيث يكون صغيرا بالنسبة لطول الموصل وفي نفس الوقت كبيرا بالنسبة لـ{\displaystyle \delta } . في تلك الحالة تعطي
{\displaystyle \delta } العمق الذي تنخفض فيه شدة التيار إلى {\displaystyle e^{-1}} .
وتوجد معادل تقريبية تعطي المقاومة الفعلية لموصل
{\displaystyle R} بالنسبة لمقاومة التيار المستمر {\displaystyle R_{DC}} :
{\displaystyle {\frac {R}{R_{DC}}}=\left\{{\begin{array}{lcc}1+{\frac {1}{3}}x^{4}&{\mbox{ für }}&x<1\\x+{\frac {1}{4}}+{\frac {3}{64x}}&{\mbox{ für }}&x>1\end{array}}\right.}
حيث {\displaystyle x={\frac {r_{L}}{2\delta }}}.

## اقرأ أيضا
- تأثير القرب
- مقاومة
- معاوقة
- دائرة مقاومة ومكثف
- دائرة مقاومة وملف
- دائرة رنان توافقي
- دائرة رنين
- مرشح
- رنان ملف ومكثف
- حساب التيار المتردد

## هوامش
- ملاحظة 1 المرادفات: الظاهرة السطحية [2] أو الظاهرة القشرية أو تأثير السطح [3]